# Большая Долина

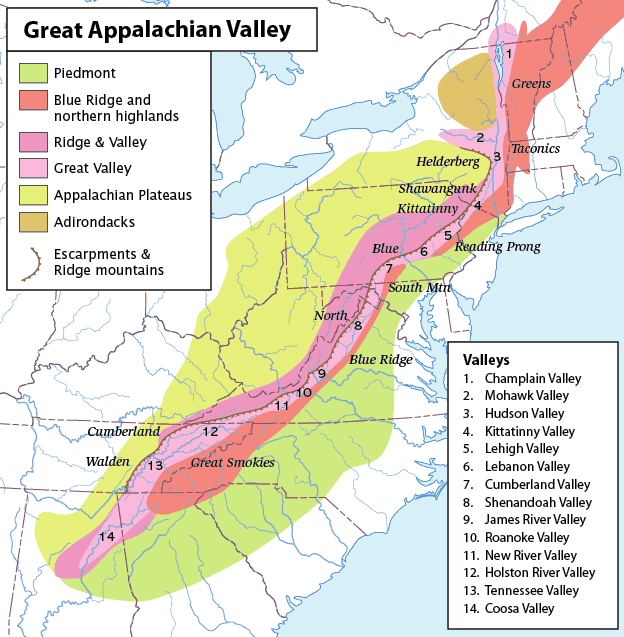
Аппалачи и Большая Долина

Больша́я Доли́на (англ. Great Valley) — продольное понижение в Южных Аппалачах (США), расположенное между Голубым хребтом и Аппалачским плато.
Большая Долина представляет собой систему долин и понижений, чередующихся с короткими и невысокими хребтами (высотой до 1500 м). Протяжённость с северо-востока на юго-запад составляет 950 км, ширина — от 40 до 60 км. Долина дренируется многочисленными реками, наиболее крупными из которых являются Камберленд и Теннесси.
Большая Долина — важный сельскохозяйственный район: большие площади заняты посевами пшеницы и кукурузы, имеется множество пастбищ для крупного рогатого скота. Через долину проходят важнейшие транспортные магистрали, которые связывают север и юг США.